# المجلس التشريعي الإيراني
الهيئة التشريعية لجمهورية إيران الإسلامية (الفارسية: قوه مقننه جمهوری اسلامی ایران) يتكون النظام الأساسي للجمهورية الإسلامية من مكونين، مجلس برلماني أحادي يسمى مجلس الشورى الإسلامي وسلطة مراجعة، مجلس صيانة الدستور وهو الأكثر قوة.
وفقًا للمادة 93 من دستور جمهورية إيران الإسلامية، لا يتمتع البرلمان بصفة قانونية دون وجود المجلس في الوقت نفسه. ونتيجةً لذلك، يُعد وجود المجلس شرطًا أساسيًا لفعالية السلطة التشريعية، إذ يجب عرض جميع مشاريع القوانين التي يقرها البرلمان على المجلس لإقرارها.  وللمجلس سلطة نقض مشروع القانون إذا وجده غير متوافق مع الشريعة الإسلامية أو الدستور.
في حال خلاف مجلس الشورى والمجلس الأعلى بشأن مشروع قانون مُعطّل ورفض كل منهما قبول مواقف الآخر، يُحال مشروع القانون إلى مجمع تشخيص مصلحة النظام، المُشكّل لحل الخلافات. ويُعيّن المرشد الأعلى أعضاءه.

## طالع أيضًا
- اللجان المتخصصة في مجلس النواب الإيراني[الإنجليزية]